# Ferrol
|  | Per a altres significats, vegeu «Manuel Ferrol». |

Ferrol és un municipi i una ciutat situada al nord de la província de la Corunya, a Galícia, capital de la comarca homònima. És el tercer municipi més poblat de la província, darrere de la Corunya i Santiago, i el setè de la comunitat, amb una població de 71.232 habitants (2013).
Ferrol és una ciutat eminentment marítima, com ho demostren l'activitat militar naval, les activitats pesqueres, les drassanes o els molls del port. La ciutat és a la vora de la ria de Ferrol, però també té una destacada façana marítima cap a l'oceà Atlàntic a la zona rural del municipi. En aquesta zona destaquen conegudes platges, com les de Doniños, San Xurxo o Covas, on es practiquen esports com el surf o el bodyboard.

## Història

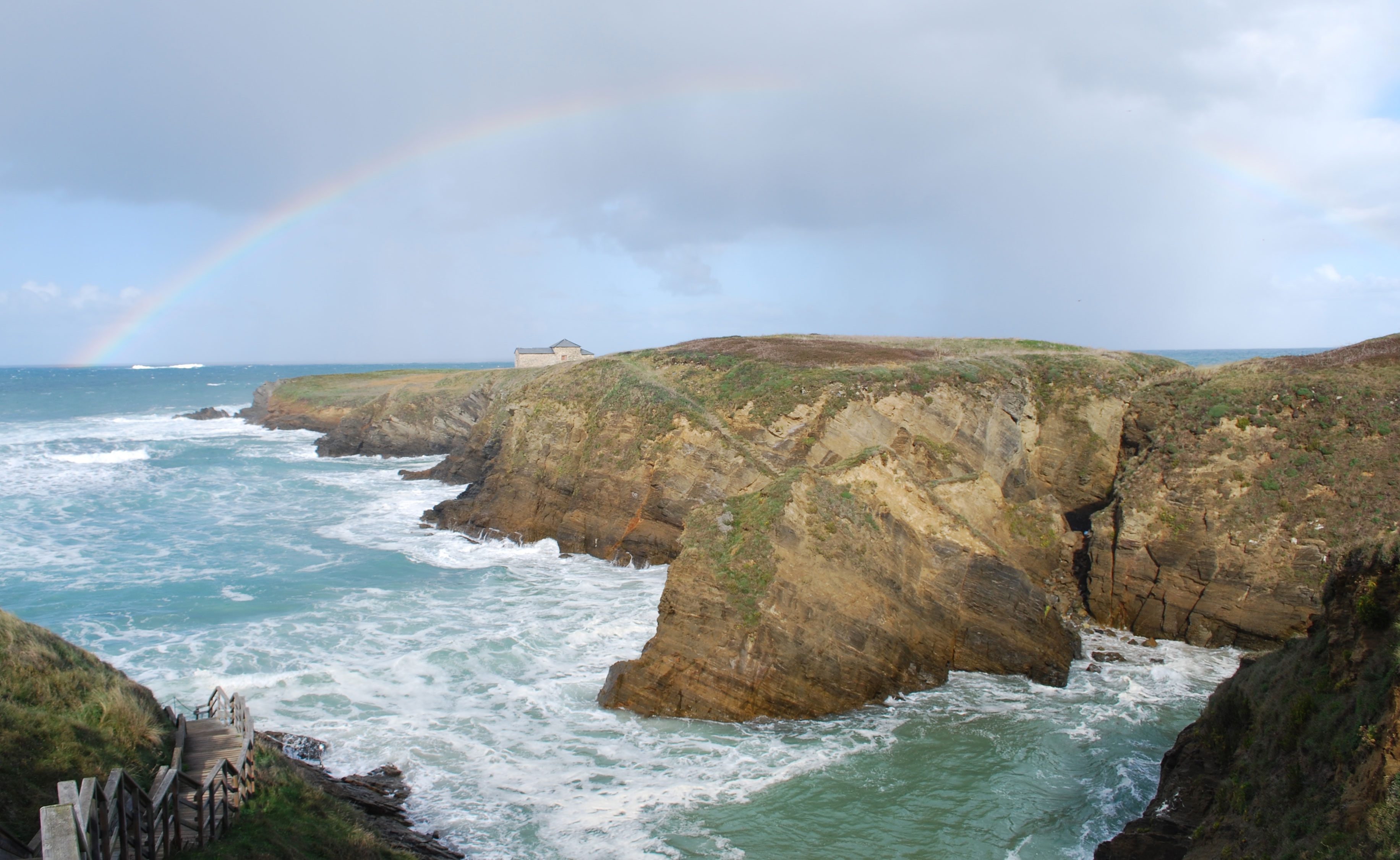
Localització del Castro de Santa Comba, a Covas.

La Terra de Trasancos va estar bastant poblada en l'etapa anterior a la romanització. A l'actual municipi de Ferrol hi ha catalogats 38 túmuls (mámoas), principalment als monts de Mougá i Brión, i es pot reconèixer algun castro a la zona vella de la ciutat. Al municipi hi ha diversos castros: Os Castros, Santa Cecilia, Vilela, Os Gafos, A Croa de San Pedro de Leixa, Vilasanche, A Croa de Fontá, Lobadiz, Tralocastro, Papoi, Santa Mariña, Pico de Ouro (desaparegut), Ferrol (al Ferrol Vello) i Santa Comba.
La referència més antiga que es coneix de Ferrol data del segle i, quan l'historiador romà Pomponi Mela, al descriure el Magnus Portus Artabrorum, la designa amb el nom d'Adobrica. No obstant, alguns historiadors afirmen que la van fundar els normands cap al segle x. Serà al segle xi quan apareixerà per primer cop el nom de Sancto Iuliano de Ferrol en un document històric.
A l'edat mitjana, la ciutat de Ferrol va gaudir de furs i privilegis, fins que va començar a pertànyer jurisdiccionalment a la Casa d'Andrade.
Ferrol va dur a terme, i encara ho fa actualment, un paper important en la història de Galícia i Espanya i en les que van ser les seves possessions a ultramar, paper que li va concedir la seva posició de ser el port militar més important de la Península durant segles. A Ferrol va haver-hi diverses batalles navals i algun desembarcament promogut pels exèrcits anglesos que anhelaven capturar "el millor port natural de la costa atlàntica d'Europa" (així el van qualificar els almiralls britànics) i un enclavament estratègic a Espanya.

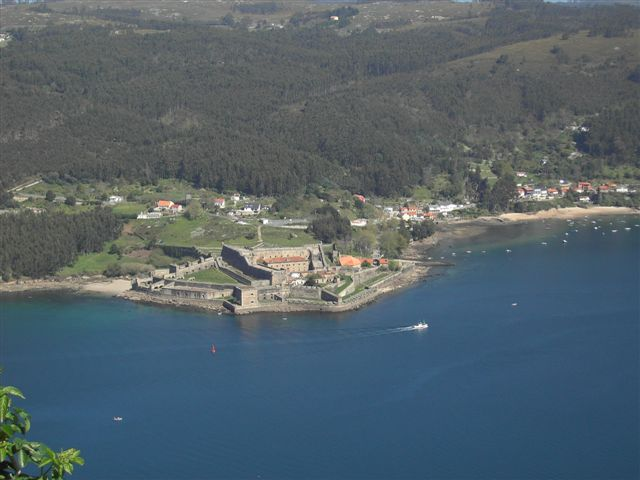
Castell de San Felipe

El castell de San Felipe va ser construït a la boca de la ria el 1577 per defensar l'estratègic port de Ferrol des del qual sortia una cadena que en cas d'incursió naval era aixecada impedint el pas dels vaixells. El 1588, degut a un temporal, part de les naus que formaven l'Armada Invencible de Felip II van buscar refugi a la ria de Ferrol. Durant l'atac de Francis Drake a la ciutat de la Corunya el 1589, Ferrol va servir com a port de recollida i reparació de la flota marítima. El 1594 l'armada anglesa va intentar apoderar-se de Ferrol.
El 1726 Felip V la va fer capital del Departament Marítim del Nord d'Espanya, motiu pel qual és encara actualment coneguda com la Ciutat Departamental. A més, va ordenar la instal·lació de les Grans Drassanes del Nord d'Espanya a la ria de Ferrol, als llocs d'A Graña i Ferrol. El 1749 Ferran VI va disposar la instal·lació de les drassanes a Esteiro i que fos Ferrol la capital del Departament Marítim. El 1787 era la ciutat més poblada de Galícia, amb uns 25.000 habitants, per davant de Santiago de Compostel·la.

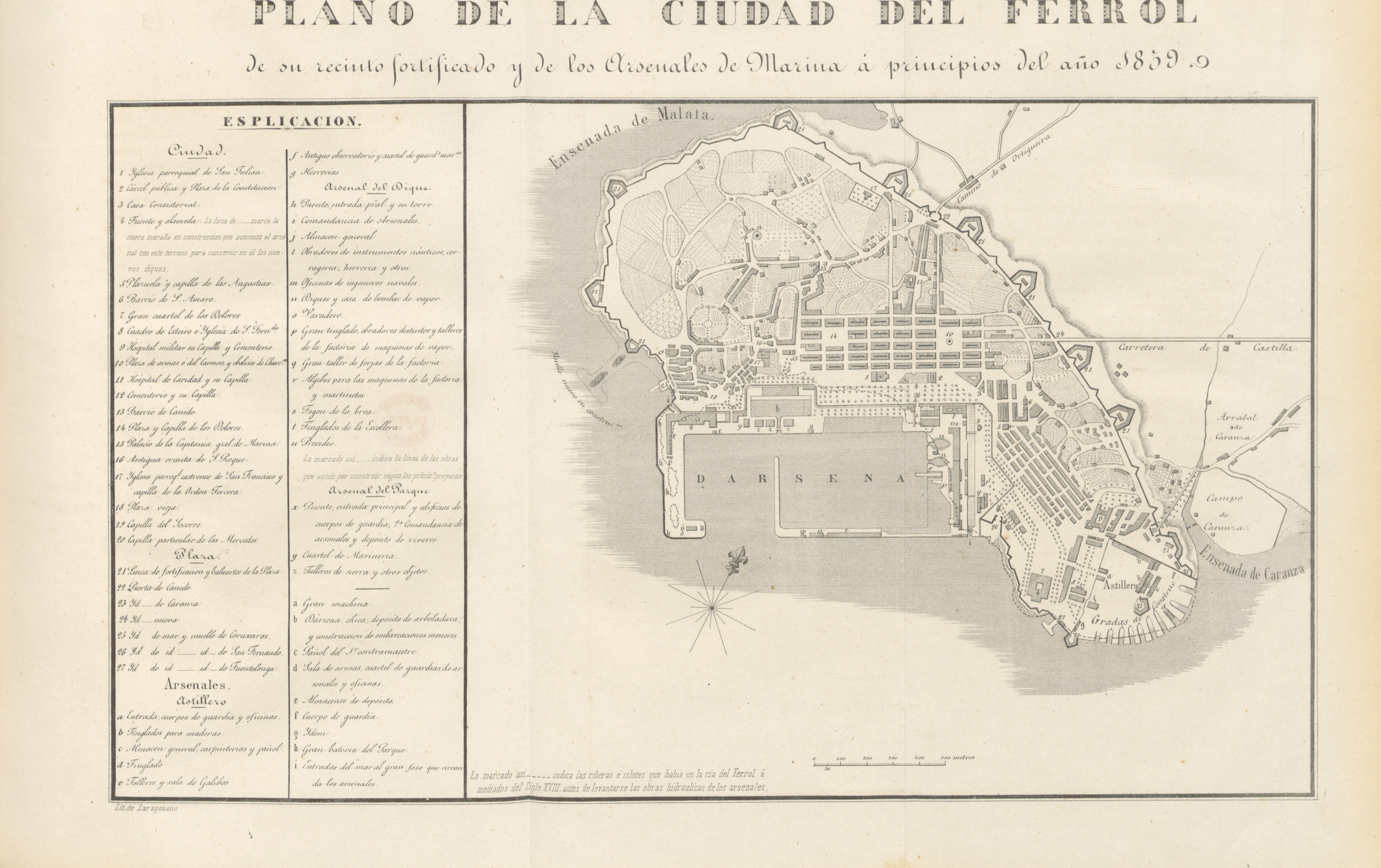
Mapa de Ferrol de 1858.

El 25 i 26 d'agost de 1800, durant la guerra de la Segona Coalició fracassa un desembarcament britànic a la ciutat. Més de cent vaixells i 15.000 homes, comandats per l'almirant Warren, ho van intentar sense èxit. Després de la derrota anglesa, Napoleó va celebrar-ho amb la frase: "pels valents ferrolans". El 1809 es va produir l'ocupació francesa però només va durar un mes. Ferrol es va convertir en la primera ciutat d'Espanya en adoptar el sistema de quadrícula en el disseny dels carrers del seu eixample, anterior al Pla Cerdà de Barcelona.
L'aliança amb Gran Bretanya durant la Guerra de la Independència va precipitar el fracàs de l'economia de la ciutat i, durant el regnat de Ferran VII, Ferrol es va convertir en una ciutat en decadència, perdent fins i tot el seu títol de capital. No obstant, van néixer noves activitats durant l'administració del Marquès de Molina, Ministre d'Afers Navals a mitjan segle xix.
De Ferrol van sortir el primer vaixell de vapor d'Espanya el 1858, el primer vaixell amb buc de ferro el 1881 i el primer acuirassat el 1912, assistit pel rei Alfons XIII.
L'esclat de la Guerra Civil espanyola va significar que les drassanes, tallers, fundicions i dàrsenes de Ferrol passessin a estar controlats per l'Estat i completament nacionalitzats el 1945 sota el nom de Bazán, més tard reanomenat IZAR i des de gener de 2005 com Navantia. Des de 1938 i durant la dictadura franquista, per ordre del ministre d'Interior Ramón Serrano Suñer la ciutat passà a anomenar-se El Ferrol del Caudillo en honor del dictador Francisco Franco, que hi nasqué. El 1982 l'ajuntament aprovà una moció per a canviar la denominació oficial del municipi a El Ferrol. Finalment, el 1984 es tornà a canviar al nom en gallec, Ferrol.
El final de la dictadura i l'arribada de la democràcia el 1978 no van ajudar a millorar la situació econòmica. Des de 1982 la ciutat es va enfrontar a nombrosos problemes deguts a la decadència del sector naval i el trasllat de la Flota de l'Armada Espanyola a la localitat andalusa de Rota (Cadis). El principi del nou mil·lenni fou, en general, un temps de prosperitat per l'expansió econòmica.
La finalització de l'autopista AP-9 entre Fene i Ferrol el 2003 va permetre la connexió total de la ciutat amb la façana atlàntica gallega. A més, la posada en marxa del port exterior i de noves infraestructures de comunicació i de suport industrial sustenten la recuperació socioeconòmica.

## Política

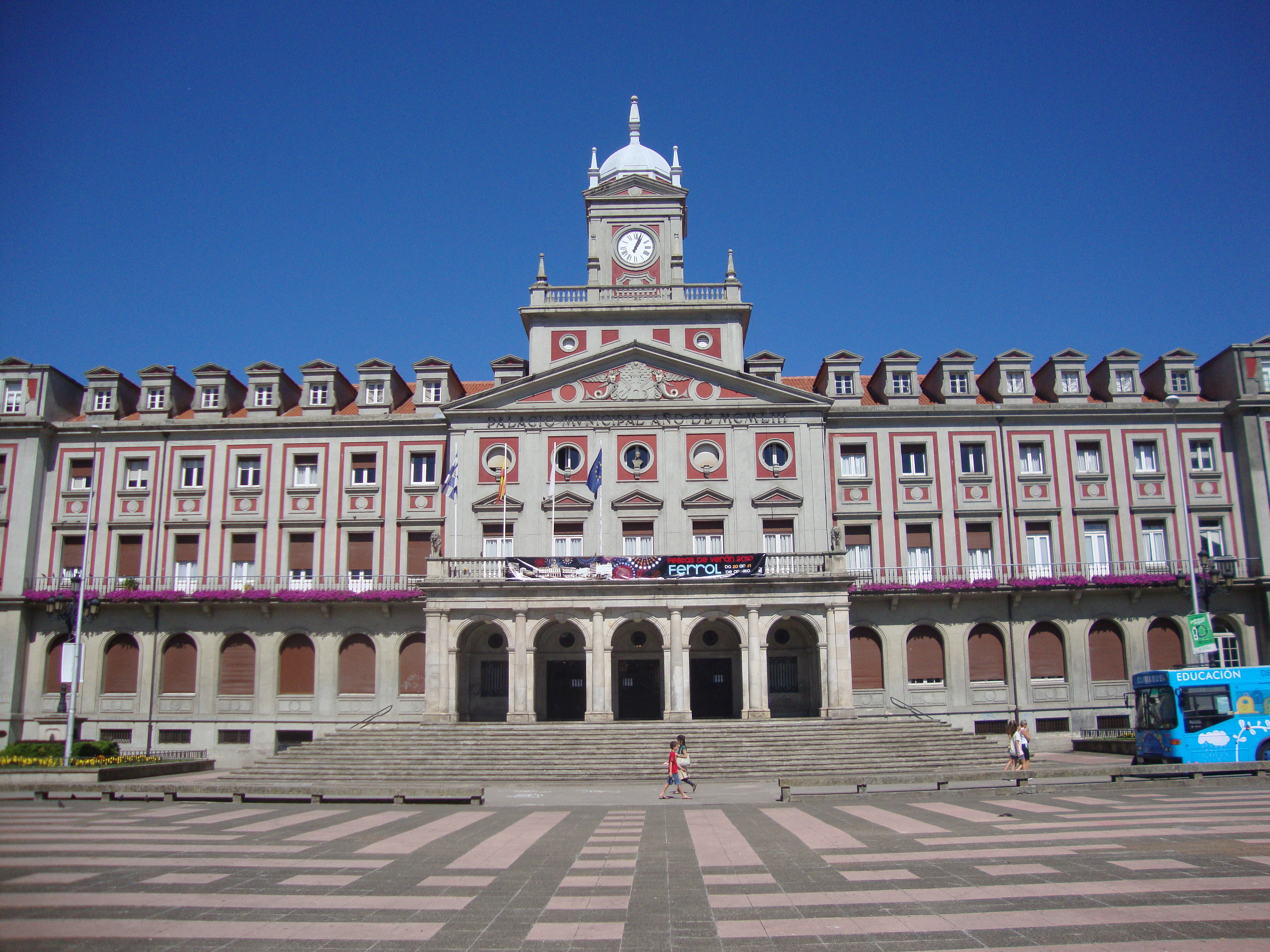
Palau Municipal, a la plaça d'Armes.

La ciutat de Ferrol és la capital de la comarca homònima i acull diverses institucions civils i militars, com la seu de la Autoritat Portuària de Ferrol-San Cibrao, la Cambra de Comerç de Ferrol o el Jutjat de 1a Instància i Instrucció del partit judicial de Ferrol.
El ple municipal de l'Ajuntament de Ferrol està constituït per 25 consellers. A les eleccions municipals de 2015, la candidatura del Partit Popular (PP), encapçalada per José Manuel Rey, alcalde sortint, va obtenir 11 representants, la de Ferrol en Comú 6, la del Partit dels Socialistes de Galícia (PSdeG-PSOE) 5, la del Bloc Nacionalista Gallec (BNG) 2 i, finalment, la de Ciutadans - Partit de la Ciutadania (C's) només 1. Un acord d'investidura entre Ferrol en Comú, PSdeG-PSOE i BNG, va permetre accedir a l'alcaldia a Jorge Suárez, de la candidatura Ferrol en Comú, que posteriorment va firmar un acord de govern amb el PSdeG-PSOE.
El municipi ha comptat des de 1979 amb els següents alcaldes:
| Inici | Final      | Nom                          | Partit                                          | Anotacions                                                                                      |
| ----- | ---------- | ---------------------------- | ----------------------------------------------- | ----------------------------------------------------------------------------------------------- |
| 1979  | 1983       | Jaime Quintanilla Ulla       | Partit dels Socialistes de Galícia (PSdeG-PSOE) | Pacte PSdeG-PSOE + PCG-PCE+UG                                                                   |
| 1983  | 1987       | Jaime Quintanilla Ulla       | Partit dels Socialistes de Galícia (PSdeG-PSOE) | Pacte PSdeG-PSOE + PCG-PCE                                                                      |
| 1987  | 1989       | Alfonso Couce Doce           | Alianza Popular (AP)                            | Substituït mitjançant moció de censura pel seu cosí Manuel Couce Pereiro                        |
| 1989  | 1991       | Manuel Couce Pereiro         | Partit dels Socialistes de Galícia (PSdeG-PSOE) | Va accedir mitjançant moció de censura al seu cosí Alfonso Couce Doce                           |
| 1991  | 1991       | Mario Villaamil Pérez        | Partit Popular (PP)                             | 89 dies al càrrec. Substituït mitjançant moció de censura per Manuel Couce Pereiro              |
| 1991  | 1995       | Manuel Couce Pereiro         | Partit dels Socialistes de Galícia (PSdeG-PSOE) | Va accedir mitjançant moció de censura a Mario Villaamil Pérez. Pacte PSdeG-PSOE + EU-IU        |
| 1995  | 1999       | Juan Blanco Rouco            | Partit Popular (PP)                             | Pacte PP + IF                                                                                   |
| 1999  | 2003       | Xaime Bello Costa            | Bloc Nacionalista Gallec (BNG)                  | Pacte BNG + PSdeG-PSOE. El PP va ser la llista més votada                                       |
| 2003  | 2007       | Juan Manuel Juncal Rodríguez | Partit Popular (PP)                             | Pacte PP + IF                                                                                   |
| 2007  | 2011       | Vicente Luis Irisarri Castro | Partit dels Socialistes de Galícia (PSdeG-PSOE) | Pacte PSdeG-PSOE + EU-IU                                                                        |
| 2011  | 2015       | José Manuel Rey Varela       | Partit Popular (PP)                             | Primer alcalde amb majoria absoluta                                                             |
| 2015  | actualitat | Jorge Suárez Fernández       | Ferrol en Comú                                  | Pacte Ferrol en Comú + PSdeG-PSOE, i el recolzament del BNG. El PP va ser la llista més votada. |

## Geografia

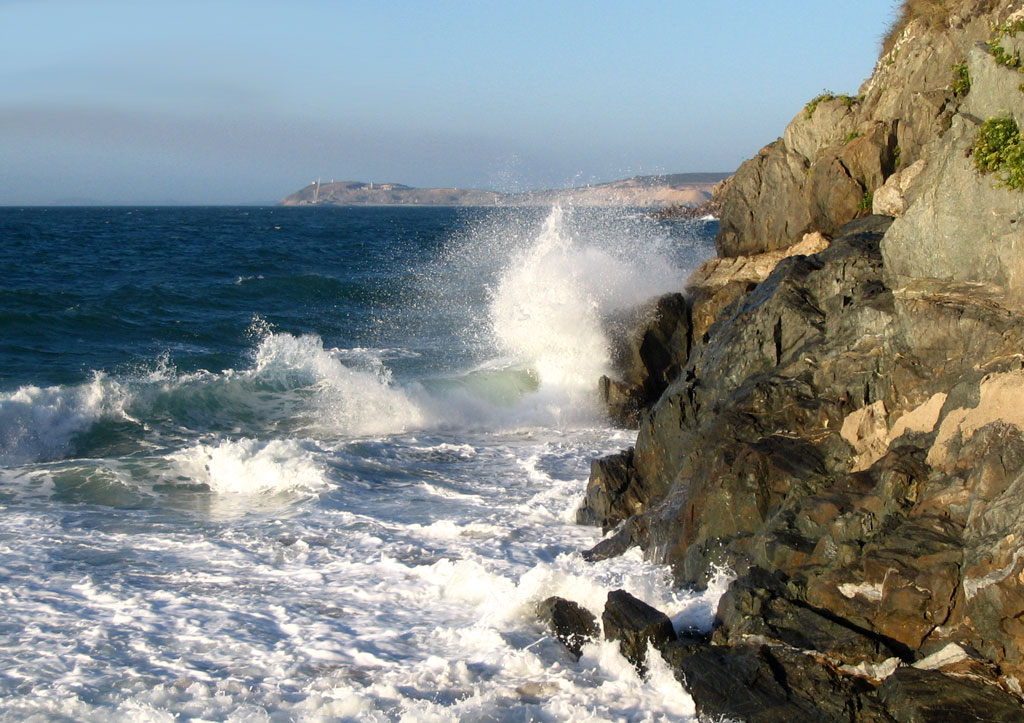
Roques a la platja de Doniños.

La ciutat ocupa una petita península a l'interior de la ria que porta el seu nom, la ria de Ferrol. El municipi limita al nord i oest amb l'oceà Atlàntic, al sud amb la ria i a l'est amb el municipi de Narón. Una part de les parròquies en què es divideix el municipi es troben a la vall de Trasancos, amb un relleu de formes suaus. Cal destacar les platges de la ciutat, com les de San Xurxo, Covas, Esmelle o Doniños. Aquesta última és un paratge de gran interès per la seva morfologia particular, amb llacunes litorals. El litoral de Ferrol és utilitzat habitualment per a la pràctica del surf i el bodyboard.

### Clima
Des del punt de vista climàtic, Ferrol té un clima oceànic, caracteritzat per pluges abundants durant la tardor i l'hivern, i estius poc assolellats, destacant les típiques boires costaneres durant l'estiu.
| Estació de Monteventoso                               | Estació de Monteventoso | Estació de Monteventoso | Estació de Monteventoso | Estació de Monteventoso | Estació de Monteventoso | Estació de Monteventoso | Estació de Monteventoso | Estació de Monteventoso | Estació de Monteventoso | Estació de Monteventoso | Estació de Monteventoso | Estació de Monteventoso | Estació de Monteventoso |
| Mes                                                   | Gen                     | Feb                     | Mar                     | Abr                     | Mai                     | Jun                     | Jul                     | Ago                     | Set                     | Oct                     | Nov                     | Des                     | Any                     |
| ----------------------------------------------------- | ----------------------- | ----------------------- | ----------------------- | ----------------------- | ----------------------- | ----------------------- | ----------------------- | ----------------------- | ----------------------- | ----------------------- | ----------------------- | ----------------------- | ----------------------- |
| Temperatura màxima mitjana (°C)                       | 11,3                    | 11,0                    | 13,3                    | 14,1                    | 16,1                    | 18,9                    | 20,6                    | 20,8                    | 19,6                    | 17,5                    | 13,7                    | 11,7                    | 15,7                    |
| Temperatura mitjana (°C)                              | 9,3                     | 8,8                     | 10,7                    | 11,4                    | 13,3                    | 16,0                    | 17,8                    | 18,1                    | 17,1                    | 15,2                    | 11,7                    | 9,8                     | 13,3                    |
| Temperatura mínima mitjana (°C)                       | 7,2                     | 6,6                     | 8,1                     | 8,7                     | 10,6                    | 13,2                    | 15,0                    | 15,4                    | 14,7                    | 13,0                    | 9,6                     | 7,8                     | 10,8                    |
| Precipitacions (mm)                                   | 115                     | 93                      | 113                     | 62                      | 78                      | 61                      | 26                      | 45                      | 74                      | 86                      | 102                     | 115                     | 970                     |
| Font: Ferrol.es Arxivat 2010-09-24 a Wayback Machine. |                         |                         |                         |                         |                         |                         |                         |                         |                         |                         |                         |                         |                         |

### Parròquies
El municipi de Ferrol està format per 13 parròquies:
| - Brión (Santa María) - A Cabana (Santo Antonio) - Covas (San Martiño) - Doniños (San Román) - Esmelle (San Xoán) - Ferrol - A Graña (Santa Rosa de Viterbo) | - Leixa (San Pedro) - Mandiá (Santa Uxía) - Marmancón (San Pedro) - San Xurxo da Mariña (San Xurxo) - Santa Cecilia de Trasancos (Santa Cecilia) - Serantes (San Salvador) |

## Demografia
La ciutat tenia 70.389 habitants segons el cens de l'1 de gener de 2014. Sumant tots els habitants de la comarca s'arriba a uns 165.000 habitants, i és la tercera àrea metropolitana de Galícia. L'àrea metropolitana de Ferrol és pràcticament limítrof amb l'àrea metropolitana de la Corunya, cosa que la situa en un context d'una conurbació d'uns 650.000 habitants.

## Economia

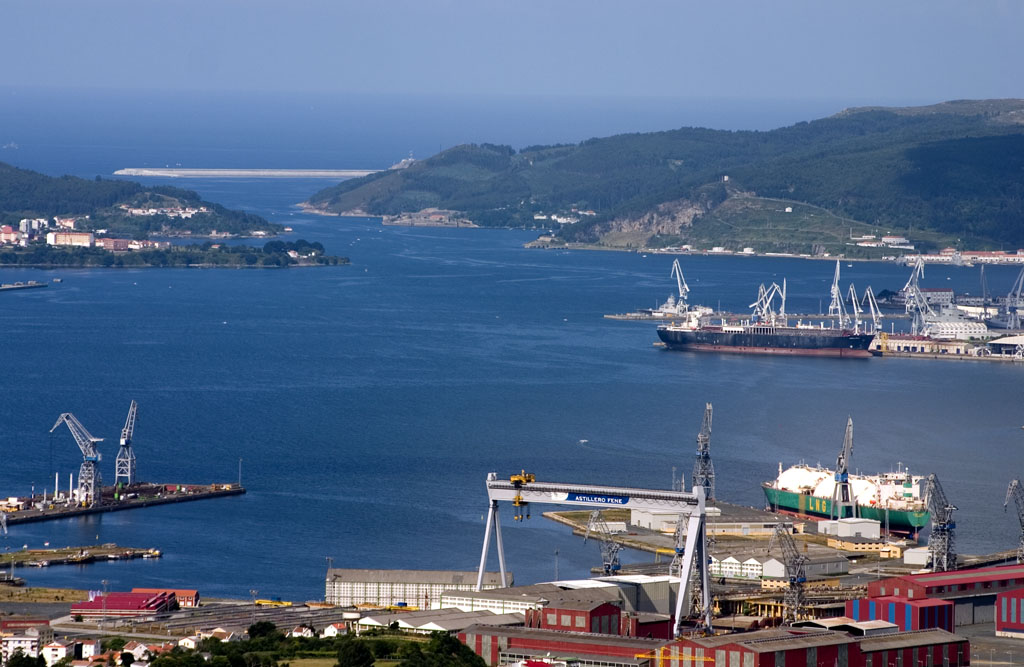
Drassanes a la ria de Ferrol.

Dependent durant molt de temps de la construcció naval militar i civil, Ferrol ha passat per diverses crisis corresponents a les hores baixes d'aquest sector, de l'última de les quals encara no està recuperada.
La comarca de Ferrol va ser una de les àrees més industrialitzades de Galícia i té una important indústria de drassanes que està immersa en una reconversió sectorial, a conseqüència de la crisi del sector. L'economia de la ciutat està principalment lligada a aquesta indústria naval: drassanes militars i civils de construcció i reparació. Les instal·lacions militars ocupen bona part de la zona urbana de la ciutat, així com les instal·lacions de l'Armada Espanyola. Moltes zones de la muntanya i costaneres pertanyen o han pertangut a l'exèrcit: turons de Covas i San Xurxo, Monte Ventoso, Polvorín de Mougá o la base naval d'A Graña.
Projectes com el recent Port exterior de Ferrol pretenen donar un impuls a la zona i revocar la situació de certa decadència, dotant la ciutat d'infraestructures modernes. Juntament amb el port exterior de la Corunya i amb totes les empreses i polígons industrials situats entre ambdós ports s'està formant una important regió industrial logísticomarítima amb la ria de Ferrol.

## Llocs d'interès

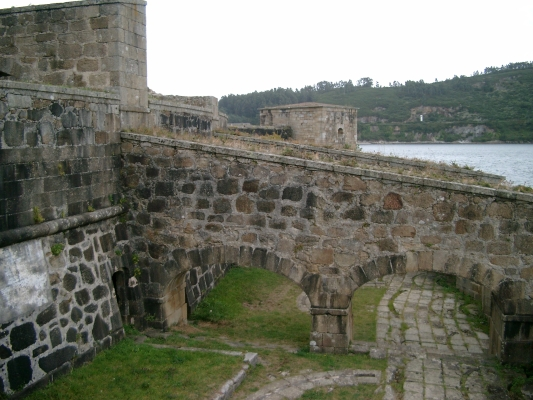
Castell de San Felipe.

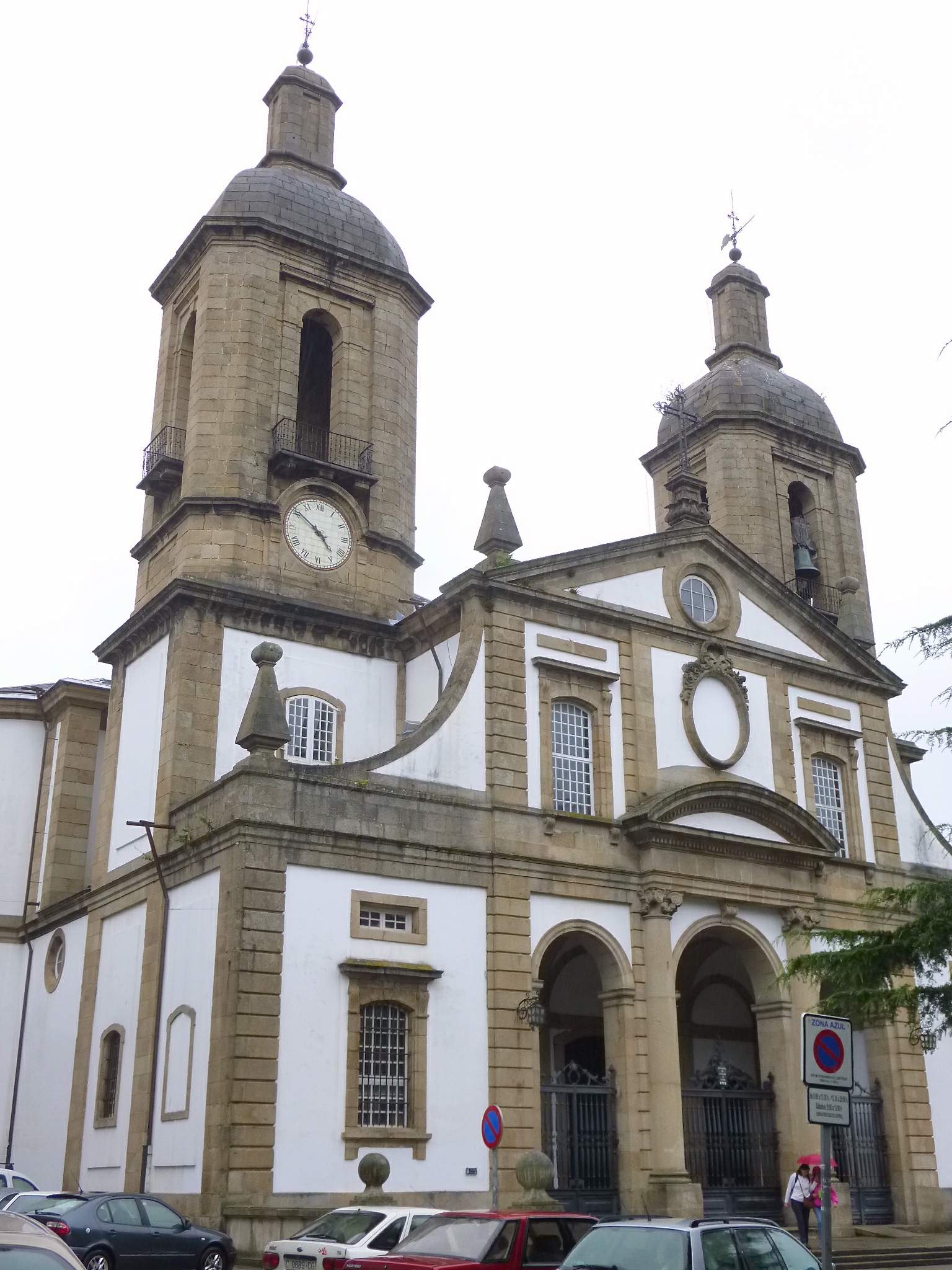
Cocatedral de San Xiao.

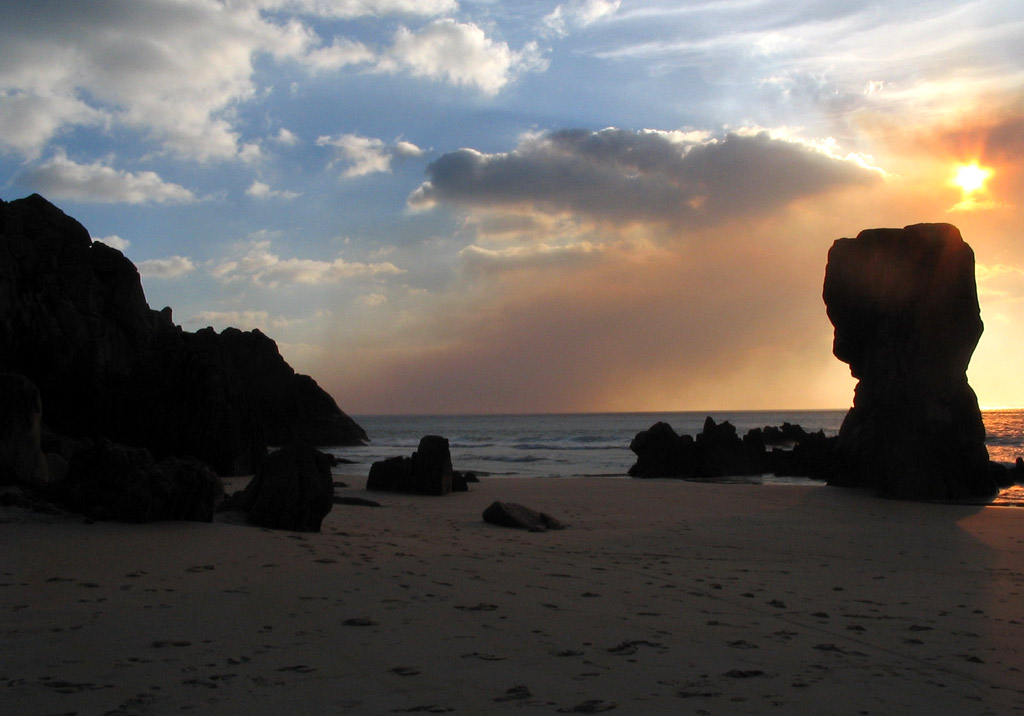
Platja de Lumebo.

Tot i que no hi trobem grans monuments, Ferrol té una diversitat arquitectònica de gran interès:
- L'Arsenal Militar, complex construït el 1751 format per drassanes, dics i un parc que és un dels millors exemples d'arquitectura civil i naval de l'Estat.
- La Porta de l'Arsenal, coneguda també com a Porta del Dic, aixecada per l'enginyer Julián Sánchez Bort al segle xviii de cara a la Plaça de Galícia.
- El Museu Naval, a l'interior de l'Arsenal Militar, conté utensilis i objectes relacionats amb el mar.
- El castell de San Felipe, fortalesa militar d'estil neoclàssic construïda el 1589 sota les ordres de Felip II.
- El barri d'A Magdalena, exemple singular de l'urbanisme racional de l'època de la Il·lustració, amb un sistema simètric.
- La cocatedral de San Xiao, temple projectat per Julián Sánchez Bort i construït a partir de 1763.
- L'església de San Francisco, neoclàssica, construïda el 1757.
- El Cantón de Molíns i l'Alameda de Suances.
- El Parc Reina Sofia.
- La platja i llacuna de Doniños, espai protegit format per dunes i una llacuna amb un ecosistema ric en espècies aquàtiques i migratòries.
- L'ermida de Santa Coma, situada en una petita illa, s'hi celebra una romeria des del 1110.
- El baluard de San Xoán, una de les restes més importants de la muralla de la ciutat del segle xviii.
- Ferrol Vello, nucli on es va originar la ciutat a principis del segle xiii i articulat al voltant de la Praza Vella.
- L'església de Nosa Señora do Socorro, petit temple neoclàssic del segle xviii.
- Els jardins d'Herrera, on hi trobem l'obelisc de Churruca i un mirador.
- La capella de Nosa Señora das Dores, de la segona meitat del segle xviii.
- El Museu de la Natura.
- El Centre Cultural Torrente Ballester.
- El Teatre Jofre, una de les obres d'arquitectura teatral del segle xix més importants d'Espanya.
- El barri d'Esteiro, originàriament, en el segle xviii, el barri obrer de la ciutat.
- L'ermida de Chamorro, o de la Virxe do Nordés, petit temple d'origen medieval situat a dalt d'un turó, a tres quilòmetres del nucli urbà.
- El cap Prior, a la parròquia de Covas, a 14 km del nucli urbà, rodejat de penya-segats.

## Transport
Per carretera, l'autopista AP-9 és el principal accés a la ciutat i comunica Ferrol amb les ciutats gallegues de l'eix atlàntic: la Corunya (55 km), Santiago (90 km), Pontevedra, Vigo i Tui, a la frontera amb Portugal. L'autovia A-6, a la qual s'accedeix des de l'AP-9 a 10 km al sud de la ciutat, connecta Ferrol amb la Corunya, Lugo i Madrid. A més, l'autovia AG-64 connecta la ciutat amb Vilalba, on enllaça amb l'A-8, que recorre tot el Cantàbric fins a Sant Sebastià.
Per ferrocarril, l'estació de Ferrol té serveis de Renfe i Feve que connecten la ciutat amb la resta de Galícia i de la península. A més, està en estudi la creació d'una línia de rodalia que uneixi Ferrol i la Corunya sense parades intermèdies.
Els aeroports més propers a la ciutat són els de la Corunya, a 41 quilòmetres, que connecta amb les principals ciutats espanyoles i europees, i el de Santiago de Compostel·la, a 90 quilòmetres i que connecta també amb Amèrica.
Pel que fa al transport urbà, Ferrol té una xarxa d'autobusos urbans explotada per la companyia Tranvías del Ferrol. A més de donar cobertura a la ciutat, el seu àmbit d'actuació arriba als municipis de Narón i Neda. En total existeixen sis línies que donen servei a la ciutat, a més d'una línia nocturna entre el port i Neda. També hi ha diverses línies urbanes i interurbanes gestionades per la companyia Rialsa. Des de l'estació d'autobusos de Ferrol surten diàriament autobusos cap als principals destins gallecs i espanyols.

## Festes
- Setmana Santa de Ferrol, declarada Festa d'Interès Turístic Internacional.
- Romeria de la Verge de Chamorro, celebrada el dilluns de Pasqua.
- Festes de San Xiao (Sant Julià), el 7 de gener, patró de la ciutat.
- Festes de la ciutat, a l'agost, acabant el dia de Sant Ramon amb un homenatge a Ramón Plá.
- Processó del Corpus Christi, que recorre alguns carrers de la ciutat.
- Fira de Mostres, punt de referència per a la ciutat. Se celebra a les instal·lacions de Punta Arnela, a A Malata.

## Esport

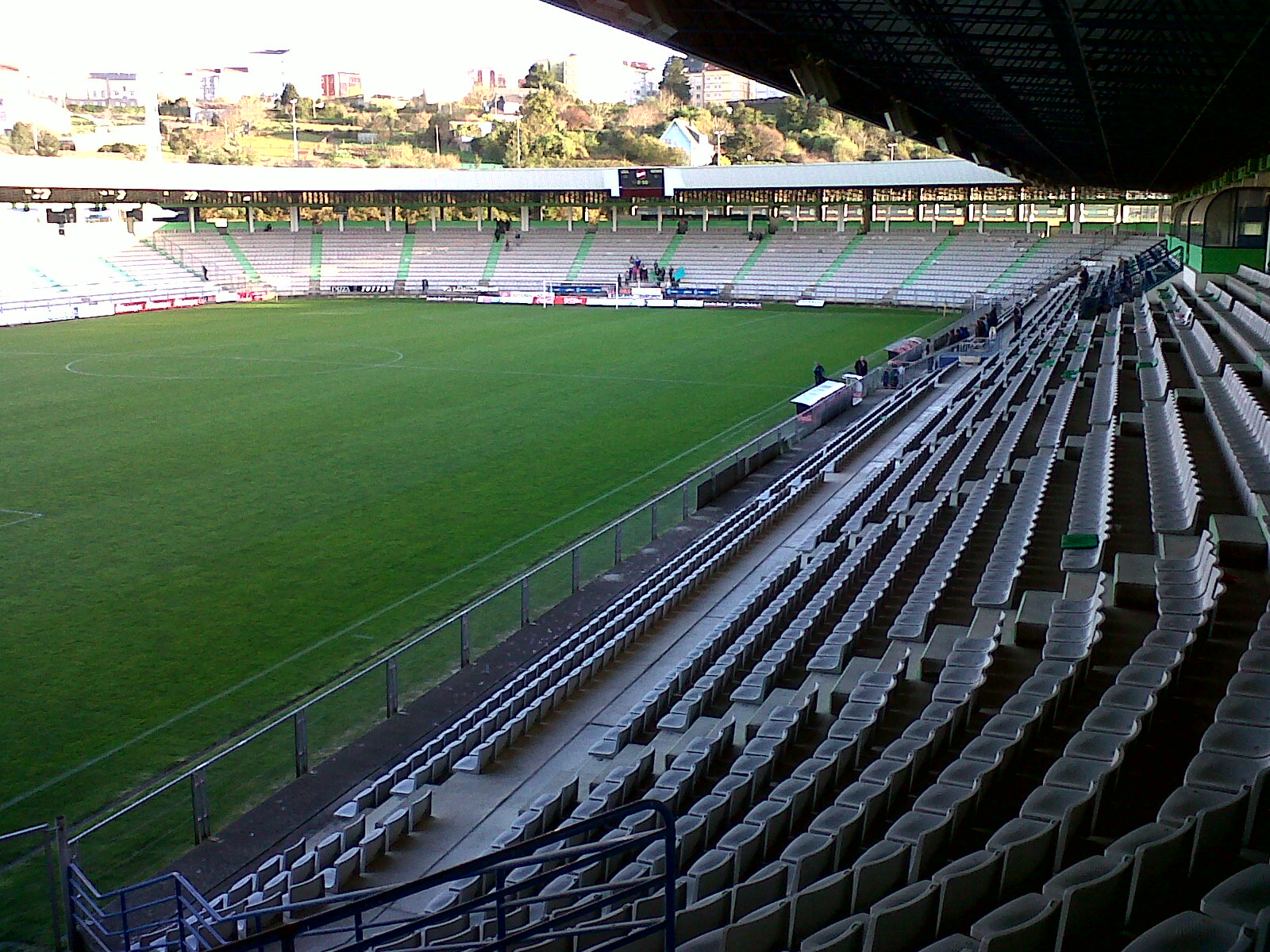
Estadi d'A Malata.

En futbol, l'equip més destacat és el Racing de Ferrol, que actualment juga a Segona B però ha jugat durant dècades a Segona Divisió. L'equip juga els seus partits a l'Estadi Municipal d'A Malata.
En bàsquet, l'OAR Ferrol, fundat el 1951 i desaparegut el 1996, va jugar diverses temporades a la lliga ACB. A més, el Pavillón Polideportivo A Malata va acollir partits del grup B del Mundial de Bàsquet de 1986.
En waterpolo destaca el Club Marina Ferrol i en futbol sala ho fa l'O Parrulo Fútbol Sala. També és important el Ral·li de Ferrol, competició oficial del Campionat d'Espanya de Ral·lis, organitzat per l'Escuderia Ferrol.

## Personatges il·lustres
- Concepción Arenal
- Francisco Franco Bahamonde
- Pablo Iglesias Posse
- José Gabeiras Montero
- Camilo Alonso Vega
- Ignacio Fernández Toxo
- Jesús Vázquez Martínez
- Ángela Ruiz Robles

## Ciutats agermanades
| - Lugo, Galícia (2000) - Mondoñedo, Galícia (2004) - Águeda, Portugal (1999) - Adelaida, Austràlia (2008) | - Vila do Conde, Portugal (1973) - Cartagena, Espanya - Viana do Castelo, Portugal |